# Baurutitan
Baurutitan ("ještěr z vrstev Bauru") byl rod sauropodního dinosaura, žijícího v období svrchní křídy na území dnešní Jižní Ameriky (Brazílie).

## Popis
Tento sauropod byl velkým býložravým živočichem, dle odhadů dosahoval délky přes 20 metrů. Přesné rozměry však nejsou v současnosti známé.
Typový druh B. britoi byl popsán na základě fosilního materiálu, označovaného jako MCT 1490-R v roce 2005 paleontology Kellnerem, Camposem a Trottou. Určení proběhlo na základě specifického tvaru ocasních obratlů. Místem objevu je lokalita nedaleko města Uberaba, ležící v brazilském státě Minas Gerais. Ve stejném souvrství byly objeveny fosilie dvou dalších titanosaurních sauropodů - rodů Trigonosaurus a Uberabatitan.